# Charles Paul Jean Baptiste de Bourgevin Vialart de Saint-Morys
Charles Paul Jean Baptiste de Bourgevin Vialart de Moligny, comte de Saint-Morys est un collectionneur, dessinateur et graveur français, né à Paris le 11 juillet 1743 et mort pendant l'expédition de Quiberon, sur l'île de Houat, le 15 août 1795 .

## Biographie
Charles Paul Jean Baptiste de Bourgevin Vialart de Saint-Morys est le fils de Charles Paul Jean Baptiste de Bourgevin Vialart de Moligny, né le 5 mars 1713 à Paris, et mort en juin 1794 à Paris (fils de Charles Antoine Jacques Bourgevin (1680-1764) et de Catherine Thérèse Boucher), et de Marie Élisabeth Jean Baptiste Guyard de Saint-Clair (1721-1765), fille de Jean Guyard de Saint-Clair et de Marguerite Élisabeth Vialart.
La famille Bourgevin a été alliée aux familles Boucher, Grimaudet et Guiller.
Au moment de la négociation du mariage de Charles Paul Jean Baptiste de Bourgevin avec Éléonore Élisabeth de Beauterne de Jauville, signé le 29 juillet 1769, Étienne-Paul Boucher (1699-1778), fils de Louis-Paul Boucher, négociant en draps, frère de Charles-Gabriel Boucher de l'Étang, commissaire des mousquetaires gris, et de Catherine Thérèse Boucher, a proposé de doter son neveu et de la faire son légataire universel.
Ce don a permis à Charles Paul Jean Baptiste de Bourgevin, mousquetaire gris entre 1761 et 1769, d'acheter la charge de conseiller à la Grand'chambre du Parlement de Paris.
Il réside 8, rue Vivienne. Il a acheté en 1780 la terre d'Hondainville où il fait construire un manoir à l'emplacement d'un ancien château. Il y a installé son cabinet d'histoire naturelle et sa collection de tableaux. Il a introduit la culture de la pomme de terre dans l'actuel canton de Mouy, en 1784.
Ayant choisi d'émigrer au début de la Révolution, ses biens sont saisis en 1790. Il a divorcé le 3 décembre 1794. Il est mort en tant que général de l'armée Royale lors de l'expédition de Quiberon. Il meurt sur l'île de Houat le 15 août 1795.
Le château qu'il a construit à Hondainville a servi de prison, puis la moitié de la propriété est achetée par le colonel Guillaume-Michel Barbier-Dufay (1769-1834), l'autre restant la propriété de sa femme. Le château est rasé. C'est au cours d'un duel avec le colonel Barbier-Dufay que son fils, Charles Étienne de Bourgevin Vialart de Saint-Morys, est tué, le 21 juillet 1817.

## La collection Saint-Morys
Il est resté connu grâce à l'importante collection de dessins commencée en 1769 et qu'il a pu augmenter avec l'héritage de son oncle mort en 1778 et de sa femme. Sur les 555 lots avec 3 350 dessins de la collection d'Antoine Joseph Dezallier d'Argenville (1680-1765) dispersés le 18-28 janvier 1779 en plusieurs vacations, 84 lots (environ 424 dessins) vont faire partie de la collection Saint-Morys,. Il a aussi participé à la vente du marquis de Gouvernet, en 1775, où 1 013 dessins sont dispersés. À la vente Mariette (15 novembre 1775 au 30 janvier 1776), il achète 400 feuilles. Il se fait conseiller dans l'achat des dessins par Jacques Lenglier, qualifié de marchand mercier et marchand de tableaux en 1786, qui a acheté pour M. de Saint-Morys un tiers des dessins à la vente de la collection du prince de Conti, le 8 avril 1777.
Cette collection qui totalise 12 644 dessins, est saisie après son émigration, en 1793, puis remise au Museum en 1796-1797. Elle fait désormais partie du cabinet de dessins du musée du Louvre.

## Famille
- Charles Antoine Jacques Bourgevin (1680-1764) marié avec Catherine Thérèse Boucher
  - Charles Paul Jean Baptiste de Bourgevin Vialart de Moligny, marié en 1740 avec Marie Élisabeth Jean Baptiste Guyard de Saint-Clair (1721-1765)
    - Charles Paul Jean Baptiste de Bourgevin Vialart de Saint-Morys (1743-1795), marié en 1769 avec Éléonore Élisabeth de Beauterne de Jauville
      - Charles Étienne de Bourgevin Vialart de Saint-Morys (17 janvier 1772- mort en duel 21 juillet 1817 : protagoniste malheureux de l'affaire St-Morys, cf. Noailles)[10],[11],[12],[13], marié en 1791 à Coblence avec Marie Anne Charlotte de Valicourt, fille de Maximilien de Valicourt et de Marie-Madeleine de Calonne, nièce du ministre Charles-Alexandre de Calonne.
        - Charlotte Marie Joséphine de Bourgevin Vialart de Saint-Morys,  mariée en 1816 avec Jules de Gaudechart (1791-1817).

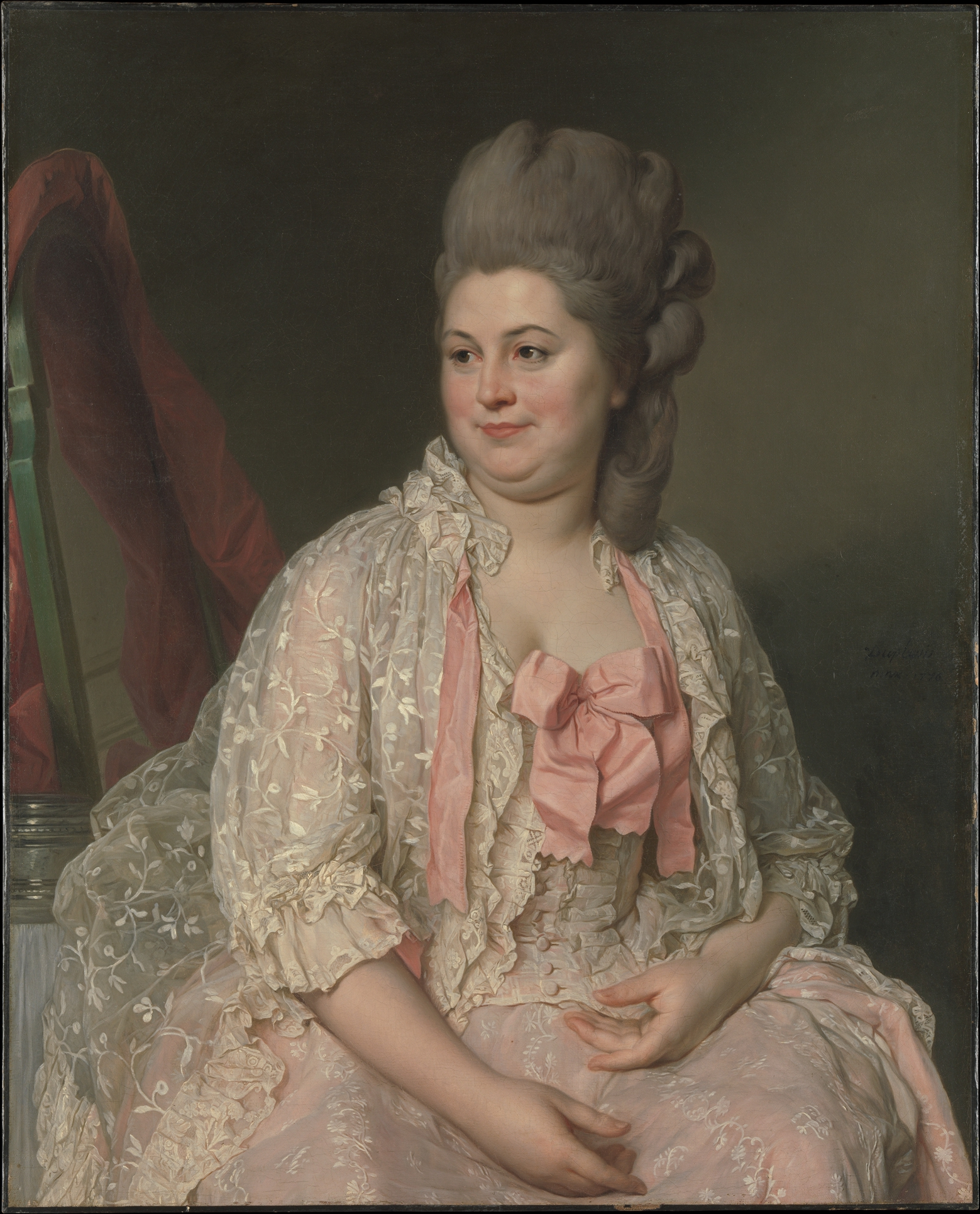
Eléonore Elisabeth de Beauterne en 1766
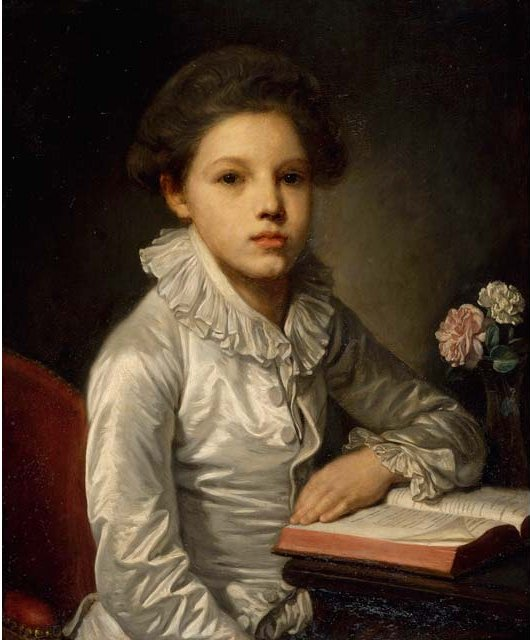
Portrait de Charles-Etienne de Bourgevin Vialart de Saint-Morys par Jean-Baptiste Greuze Musée des beaux-arts de Nantes